# Сан-Дезидериу
Сан-Дезидериу (порт. São Desidério) — муниципалитет в Бразилии, входит в штат Баия. Составная часть мезорегиона Крайний запад штата Баия. Входит в экономико-статистический микрорегион Баррейрас. Население составляет 27 513 человек на 2009 год. Занимает площадь 14 819,585 км². Плотность населения — 1,3 чел./км².

## История
Праздник муниципалитета празднуется 22 февраля.

## Статистика
- Валовой внутренний продукт на 2005 год составляет 799 915,00 реалов (данные: Бразильский институт географии и статистики).
- Валовой внутренний продукт на душу населения на 2005 год составляет 42 048,00 реалов (данные: Бразильский институт географии и статистики).
- Индекс развития человеческого потенциала на 2000 год составляет 0,61 (данные: Программа развития ООН).